# Karl Ludwig Sand
Karl Ludwig Sand (ur. 5 października 1795 w Wunsiedel, zm. 20 maja 1820 w Mannheim) – niemiecki student, członek liberalnego Burschenschaftu, morderca Augusta von Kotzebuego.

## Życiorys
Rozpoczął studia na kierunku teologii protestanckiej na Uniwersytecie w Tybindze, studia kontynuował w Erlangen i Jenie. Intensywnie zaangażował się w działalność bractw studenckich, w których przystąpił do radykalnego skrzydła, uznającego przemoc i zamachy za dopuszczalne narzędzie działań. Sand należał do liberalnych Burschenschaftów, opowiadających się za powstaniem wolnego i chrześcijańskiego zjednoczonego państwa niemieckiego.
W 1817 roku współorganizował Wartburgfest (organizowanym na zamku Wartburg), w czasie którego palono książki uznawane za nieniemieckie – wśród nich znalazło się m.in. dzieło Historia Rzeszy Niemieckiej Augusta von Kotzebuego – niemieckiego dramaturga znanego z konserwatywnych i prorosyjskich poglądów, przeciwnika działalności Burschenschaftów, który uznawany był za wroga nacjonalistów, romantyków i liberałów. Ponadto uznawano go za tradycjonalistę, a jego dramaty za moralnie naganne.

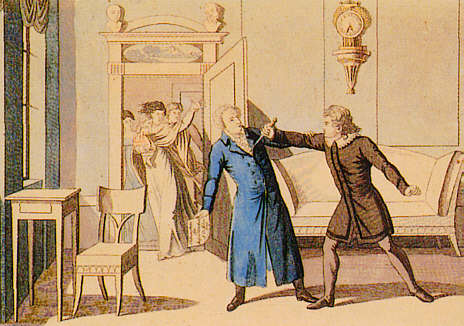
Ilustracja przedstawiająca morderstwo Kotzebuego

W swoim dzienniku w 1818 roku określił Kotzebuego mianem zdrajcy i uwodziciela ludu. 23 marca 1819 roku Sand najpierw napadł Kotzebuego w jego domu w Mannheim i nazwał go zdrajcą ojczyzny, a następnie zasztyletował go. Po zamachu, według niektórych wersji po ujrzeniu czteroletniego syna Kotzebuego, próbował popełnić samobójstwo, jednak przeżył tę próbę. W czasie zamachu miał przy sobie broszurę Todesstoß dem August von Kotzebue, w której wyjaśniał swoje motywacje – uznał się za wykonawcę ludowej zemsty i propagował ideologię czynu.
5 maja 1820 roku został skazany na karę śmierci. Egzekucja poprzez ścięcie mieczem odbyła się 20 maja 1820 roku w Mannheim.

## Znaczenie

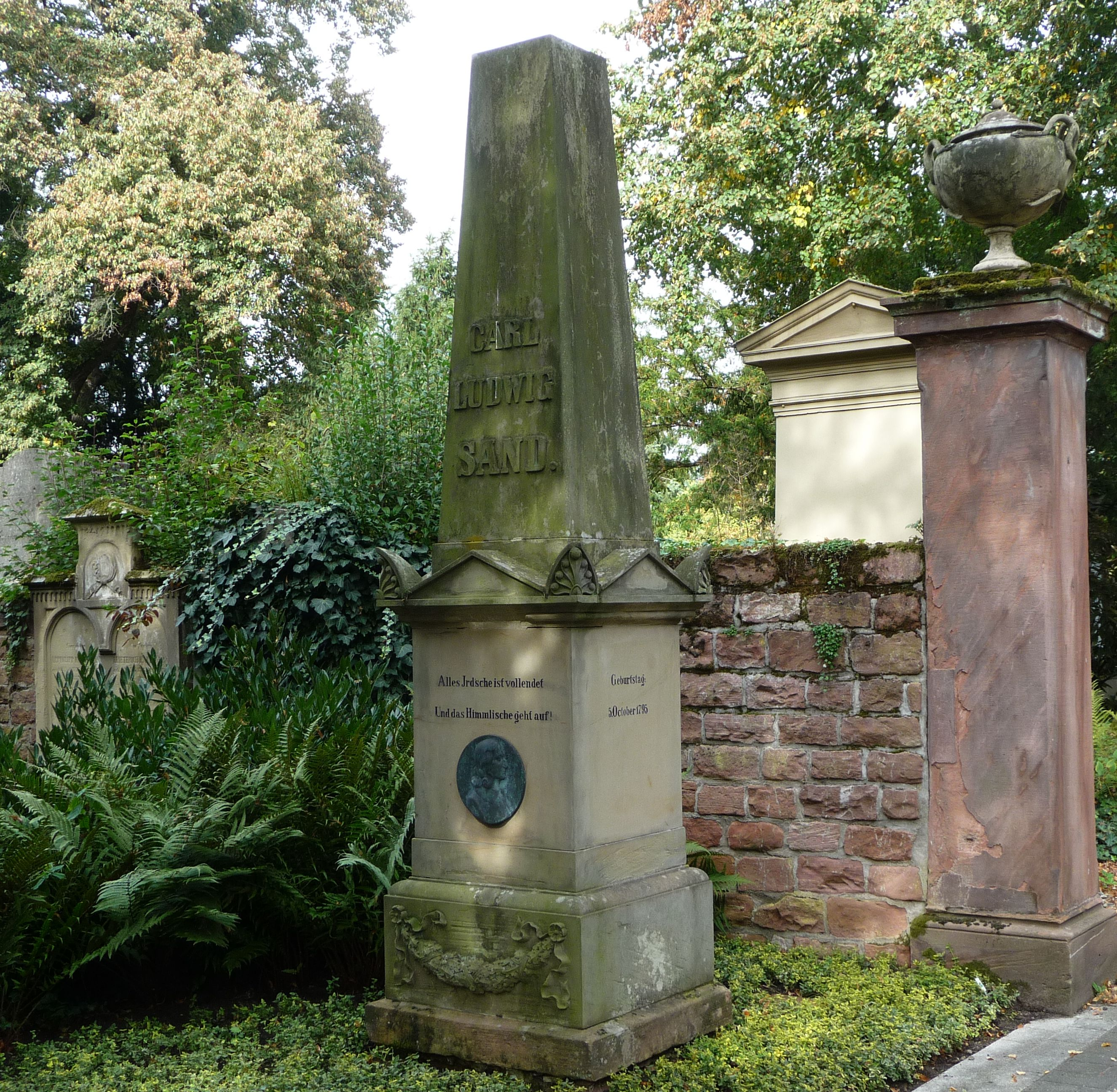
Grób Karla Sanda

Do politycznych reperkusji zamachu należało nasilenie represji wobec środowisk liberalnych, narodowych i organizacji studenckich oraz wydanie postanowień karsbaldzkich. Zabójstwo Kotzebuego było jednym z pierwszych zamachów politycznych w historii Niemiec i zostało uznane za jeden z przełomowych momentów niemieckiego nacjonalizmu. Stało się symbolem zdecydowanego i bezinteresownego działania na rzecz ojczyzny. Sam Sand został uznany za męczennika, bojownika za wolność i bohatera ludowego, a jego grób stał się miejscem pielgrzymek.

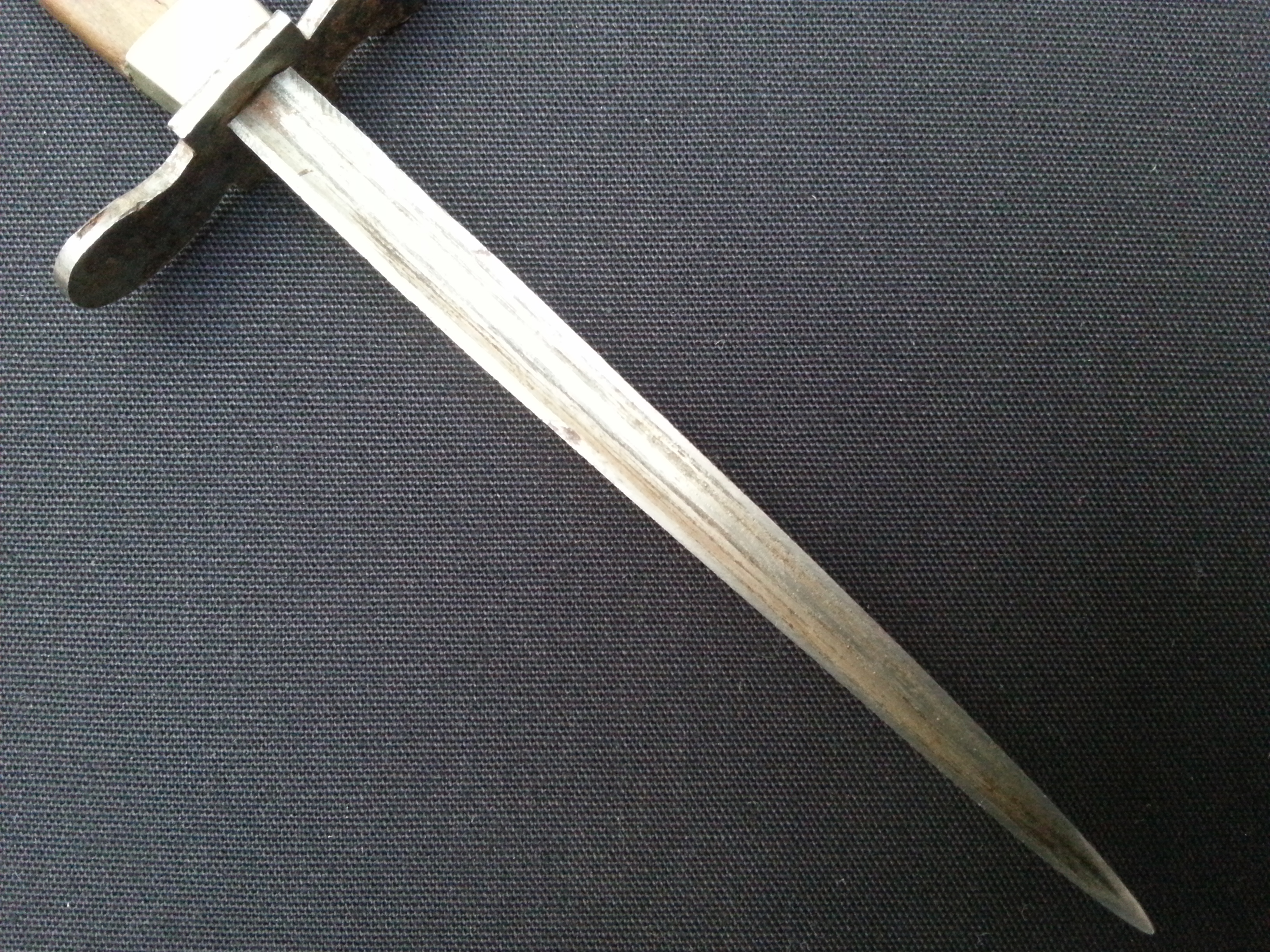
Sztylet, którym według przekazów ustnych Sand miał zamordować Kotzebuego

Sand stał się bohaterem wielu esejów, wierszy itp. – jego życiu utwór poświęcił Alexandre Dumas, a na jego cześć traktujący o tyranobójstwie wiersz Do Sztyletu (Kindżał) napisał Aleksandr Puszkin. Puszkin w swoim wierszu umieścił m.in. słowa „Swobody męczenniku, młody wybrańcze spisku, Zandzie, tyś padł na rusztowaniu: lecz cnoty promień w praw zaraniu zabłysnął na twym popielisku. Cień twój tam stanął dla Niemców zagrzania na męczeńskiej twej mogile, zagładą grożąc carskiej sile, błyszczy twój sztylet bez nazwania”.